# Новоивановка (Приазовский район)
Новоивановка (укр. Новоіванівка) — село,
Приазовский поселковый совет,
Приазовский район,
Запорожская область,
Украина.
Код КОАТУУ — 2324555104. Население по переписи 2001 года составляло 222 человека.

## Географическое положение
Село Новоивановка находится на расстоянии в 7 км от пгт Приазовское.
Через село проходит автомобильная дорога М-14 (E 58).

## История
- 1920 год — дата основания.
- 20 сентября 1943 года село освобождено от германской оккупации.[2]